# Sōichi Aikawa

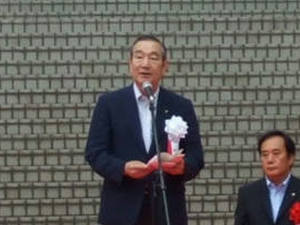
Sōichi Aikawa

Sōichi Aikawa (japanisch 相川 宗一 Aikawa Sōichi; * 13. September 1942 in Urawa-ku; † 25. Januar 2021 in Saitama) war ein japanischer Politiker und von 2001 bis 2009 der erste Bürgermeister der Stadt Saitama.
Aikawa studierte an der Keiō-Universität und graduierte dort 1965. Bevor er Mai 2001 erster Bürgermeister von Saitama wurde, war Aikawa von Oktober 1980 bis April 1991 Abgeordneter im Parlament der Präfektur Saitama sowie für 10 Jahre, von März 1991 bis April 2001, Bürgermeister der Stadt Urawa.
Am 24. Mai 2009 verlor Aikawa, der von der LDP und der Kōmeitō unterstützt worden war, die Bürgermeisterwahl gegen den von der oppositionellen Demokratischen Partei gestützten Hayato Shimizu, der ihn am 27. Mai 2009 ablöste.